# Mário Zagallo
Mário Jorge Lobo Zagallo (portugalska izgovorjava: [ˈmaɾju zaˈɡalu]), brazilski nogometaš in nogometni trener, * 9. avgust 1931, Atalaia, Alagoas, Brazilija, † 5. januar 2024, Rio de Janeiro, Brazilija.
Mário Zagallo je bil profesionalni nogometaš, ki je igral na položaju napadalca, ter kasneje nogometni trener in koordinator. Drži rekord po številu osvojenih naslovov svetovnega prvaka s štirimi v treh različnih vlogah in tudi po udeležbi v finalih svetovnih prvenstev s šestimi. Kot prvi je osvojil naslov svetovnega prvaka v vlogah nogometaša in selektorja, kasneje sta dosežek ponovila Franz Beckenbauer in Didier Deschamps, toda Zagallo je edini osvojil več kot dva naslova. V letih 1958 in 1962 je postal svetovni prvak kot nogometaš, leta 1970 pa kot selektor. Ob tem je osvojil še prvenstvo leta 1994 kot pomočnik selektorja, kot selektor je reprezentanco vodil še na prvenstvih leta 1974 do četrtega in leta 1998 do drugega mesta, leta 2006 pa je bil tehnični pomočnik selektorja.
Leta 1992 je prejel Red za zasluge FIFA, najvišje priznanje FIFA za doprinos nogometu. Revija World Soccer Magazine ga je leta 2013 razglasila za devetega najboljšega trenerja v nogometni zgodovini. 5. januarja 2024 je umrl star 92 let kot zadnji udeleženec finala svetovnega prvenstva leta 1958.